# 에스타디오 메트로폴리타노역
에스타디오 메트로폴리타노 역(스페인어: Estadio Metropolitano)은 마드리드 지하철 7호선의 역이다. 마드리드 산블라스카니예하스 구의 아르센탈레스 대로 지하에 위치해 있다. 역 부근에 에스타디오 메트로폴리타노(메트로폴리타노 경기장)이 있다. 요금구역상으로는 A구역에 속한다.
에스타디오 메트로폴리타노 역은 7호선에서 마드리드 도심으로 향하는 본선과, 코슬라다와 산페르난도데에라네스로 향하는 메트로에스테를 나누는 구분점이 된다. 한쪽에서 다른쪽으로 계속 이동하기 위해서는 중앙 승강장을 통해 반드시 열차를 갈아타야 한다. 중앙 승강장에는 각 구간별 승차권을 받는 개찰구와 이를 위한 승차권 판매기가 있다.

## 역사
2007년 5월 5일 '에스타디오 올림피코 역'이란 이름으로 처음 문을 열었다. 메트로에스테 구간에 진입하기 바로 전의 역으로서, 160m 길이의 승강장과 선로 네 개가 설치되어 마드리드 지하철에서 가장 큰 역 중 하나가 되었다. 이 역에서 한쪽 구간으로 계속 이동하기 위해서는 반드시 다른 열차로 갈아타도록 하는 구조를 취했으며, 마드리드 본선과 메트로에스테 간의 요금적용 변화도 이뤄지고 있다.
2014년 7월 19일부터는 이 역에서부터 오스피탈 델 에나레스 역까지의 전 구간이 시설정비 공사로 운행을 중단하면서 잠시 시종착역이 되었다. 바리오 델 푸에르토 역에서 오스피탈 델 에나레스 역까지 6.5km 길이의 터널 구간에 방수를 적용하는 작업이 주된 이유이었다. 공사는 10월 13일에 끝났다.
2017년 6월 26일에는 역명을 '에스타디오 메트로폴리타노 역'으로 바꿨다. 이는 기존에 역명을 따왔던 에스타디오 올림피코가 축구 클럽 아틀레티코 마드리드의 새로운 홈 구장이 되면서 이름을 바꾼 데에 따른 조치였다. 9월 7일에는 승강장 내에 설치됐던 실루엣 작품이 철거되고 아틀레티코 마드리드의 옛 구장 사진들로 교체되었다.

## 환승 정보
역 주변에 시외버스 정류장이 한 곳 있다.
버스
- 시외버스
  - 286, 288, 289번 (주간)

지하철
| 마드리드 지하철                         | 마드리드 지하철                      | 마드리드 지하철    |
| --------------------------------------- | ------------------------------------ | ------------------ |
| 바리오 델 푸에르토 오스피탈 델 에나레스 | 마드리드 지하철 7호선 (메트로에스테) | 시·종착역          |
| 시·종착역                               | 마드리드 지하철 7호선                | 라스 무사스 피티스 |